# HMS Blencathra (L24)
HMS Blencathra (L24)  là một tàu khu trục hộ tống lớp Hunt Kiểu II của Hải quân Hoàng gia Anh Quốc được hạ thủy và đưa ra phục vụ vào năm 1940. Nó đã hoạt động cho đến hết Chiến tranh Thế giới thứ hai, cho đến khi xuất biên chế năm 1948 và bị bán để tháo dỡ năm 1957.

## Thiết kế và chế tạo
Blencathra thuộc vào số 33 chiếc tàu khu trục lớp Hunt nhóm II, có mạn tàu rộng hơn nhóm I, tạo độ ổn định cho một tháp pháo QF 4 in (100 mm) Mark XVI nòng đôi thứ ba, cũng như cho phép tăng số lượng mìn sâu mang theo từ 40 lên 110.
Blencathra được đặt hàng cho hãng Cammell Laird vào ngày 4 tháng 9 năm 1939 trong Chương trình Chế tạo Khẩn cấp Chiến tranh 1939 và được đặt lườn tại Birkenhead vào ngày 11 hay 18 tháng 11 năm 1939. Nó được hạ thủy vào ngày 6 tháng 8 năm 1940 và nhập biên chế vào ngày 14 tháng 12 năm 1940 dưới quyền chỉ huy của Hạm trưởng, Trung tá Hải quân Hugh Waters Shelley Browning. Con tàu được cộng đồng dân cư Keswick tại Cumberland đỡ đầu trong khuôn khổ cuộc vận động gây quỹ Tuần lễ Tàu chiến vào tháng 3 năm 1942.

## Lịch sử hoạt động

### 1941 - 1942
Sau khi nhập biên chế, Blencathra tiếp tục chạy thử máy và hoàn tất việc trang bị, trước khi trình diện để hoạt động cùng Chi hạm đội Khu trục 1 vào tháng 1 năm 1941, đặt căn cứ tại Portsmouth, đảm trách nhiệm vụ tuần tra và hộ tống các đoàn tàu vận tải trong eo biển Manche. Vào ngày 12 tháng 5, nó cùng tàu chị em Berkeley (L17) hộ tống chiếc tàu tuần dương hạng nặng Berwick (65) đi từ Portsmouth đến Rosyth, Scotland, nơi Berwick hoàn tất việc sửa chữa, rồi quay trở lại hoạt động thường lệ.
Vào ngày 14 tháng 3 năm 1942, Blencathra tham gia một nỗ lực bất thành nhằm ngăn chặn tàu tuần dương phụ trợ Đức Michel thoát ra được vùng biển Bắc Đại Tây Dương, và Blencathra bị hư hại do hỏa lực của Michel. Vào ngày 18 tháng 6, nó lại bị hư hại do hỏa lực bắn phá và bom ném suýt trúng khi đoàn tàu nó hộ tống trong eo biển Manche bị đối phương không kích.
Trong nữa sau của năm 1942, Blencathra được điều sang Chi hạm đội Khu trục 21, vốn còn bao gồm các tàu chị em Cattistock (L35), Cottesmore (L75), Fernie (L11), Garth (L20), Holderness (L48), Mendip (L60), Meynell (L82) và Pytchley (L92), đặt căn cứ tại Sheerness để làm nhiệm vụ hộ tống vận tải tại các cửa sông Thames và Forth.

### 1943
Đang khi hộ tống cho Đoàn tàu FS 1074 vào ngày 28 tháng 3 năm 1943, Blencathra bị các tàu phóng lôi E-boat Đức tấn công, nhưng tàu khu trục Warwick (D25) đã đánh đuổi chúng.
Sang tháng 5, Blencathra được chọn để tham gia Chiến dịch Husky, cuộc đổ bộ của Đồng Minh lên Sicily, Ý dự định vào tháng 7. Nó di chuyển từ Harwich đến River Clyde vào tháng 6, nơi nó tham gia cùng tàu tuần dương hạng nhẹ Uganda (66), các tàu khu trục Viceroy (L21), Wallace (L64), Witherington (D76) và Woolston (1918) cùng các tàu khu trục hộ tống Arrow (H24), Blankney (L30), Brecon (L76), Brissenden (L76), Hambledon (L37), Ledbury (L90) và Mendip vào ngày 21 tháng 6 để hộ tống cho Đoàn tàu WS 31/KMF 17 trong chặng hành trình từ Clyde đến Gibraltar.
Đoàn tàu hỗn hợp được chia tách vào ngày 26 tháng 6, và các tàu khu trục đặt căn cứ tại Gibraltar bao gồm Amazon (D39), Bulldog (H91), Foxhound (H69) và Blackmore (L43) đảm trách việc hộ tống WS 31 tiếp tục chặng đường đi Freetown, Sierra Leone cho hành trình đi sang Trung Đông, trong khi Blencanthra và các tàu tháp tùng hướng đến Gibraltar trong thành phần hộ tống cho Đoàn tàu KMF 17, đến nơi vào ngày 28 tháng 6.
Đang khi ở lại Gibraltar vào đầu tháng 7, Blencathra được điều sang Đội khu trục 58 trực thuộc Hạm đội Địa Trung Hải, được phân công hộ tống các đoàn tàu quân sự đi sang Sicily, Ý cho các chiến dịch đổ bộ tại đây. Sau các cuộc tổng dượt, nó hộ tống đoàn tàu vận tải tấn công vào ngày 9 tháng 7, đi đến ngoài khơi bãi biển vào đúng ngày đổ bộ 10 tháng 7, và được phân công bảo vệ bãi đổ bộ và các đoàn tàu vận tải chuyển lực lượng tăng viện và tiếp liệu tiếp tục đi đến nơi.
Sang tháng 8, Blencathra cùng phần còn lại của Đội khu trục 58 đặt căn cứ tại Malta, làm nhiệm vụ tuần tra và hộ tống tại khu vực Trung tâm Địa Trung Hải. Trong tháng đó, nó được chọn để tham gia Chiến dịch Avalanche, cuộc đổ bộ của lực lượng Đồng Minh lên Salerno, Ý, dự định vào tháng 9. Vào ngày 9 tháng 9, chiếc tàu khu trục tham gia cuộc đổ bộ mở màn, và sau đó bảo vệ cho bãi đổ bộ và hộ tống các đoàn tàu vận chuyển lực lượng tăng việc và tiếp liệu.
Được tách khỏi hoạt động vào tháng 10, Blencathra sau đó hoạt động trong vùng biển Aegean, hỗ trợ cho những nỗ lực không thành công của phía Đồng Minh nhằm bảo vệ các hòn đảo do Ý chiếm đóng tại đây không bị lực lượng Đức xâm chiếm trong Chiến dịch Dodecanese, và trú ẩn trong vùng biển của nước Thổ Nhĩ Kỳ trong lập vào ban đêm nhằm né tránh các cuộc không kích của Đức. Vào ngày 8 tháng 10, nó tiến hành truy tìm tàu bè Đức chuyên chở lực lượng đến các hòn đảo, và vào ngày 27 tháng 10 đã cùng tàu chị em Exmoor (L08) và tàu khu trục Pathfinder (G10) hộ tống tàu tuần dương hạng nhẹ Aurora (12), khi Aurora được cử đến vùng biển Aegean thay phiên cho tàu tuần dương hạng nhẹ Phoebe (43) làm nhiệm vụ ngăn chặn tại đây.
Vào ngày 9 tháng 11, Blencathra tiến hành hoạt động tuần tra ngăn chặn ngoài khơi Amorgas cùng với tàu chị em Exmoor và tàu khu trục Fury (H76). Sang 13 tháng 11, nó khởi hành từ Alexandria, Ai Cập, để hỗ trợ các chiến dịch trên bờ tại các đảo Aegean, và vào ngày 14 tháng 11 đã cùng tàu chị em Aldenham (L22) và tàu khu trục Penn (G77) bắn phá các vị trí quân Đức tại vịnh Alinda trên đảo Leros. Vào ngày 19 tháng 11, nó kéo tàu chị em Rockwood (L39), bị hư hại do trúng bom lượn của Đức từ vùng biển Thổ Nhĩ Kỳ trở về Alexandria.
Sau khi Chiến dịch Dodecanese kết thúc với thất bại cho phe Đồng Minh, Blencathra cùng phần còn lại của Đội khu trục 58 được cho đặt căn cứ tại Alexandria vào tháng 12, và làm nhiệm vụ tuần tra và hộ tống tại khu vực Đông Địa Trung Hải.

### 1944
Vào tháng 1, 1944, Blencathra cùng Đội khu trục 58 được điều động sang Malta, nơi họ tuần tra và hộ tống vận tải tại khu vực Trung tâm Địa Trung Hải, bao gồm việc bảo vệ tàu bè hỗ trợ cho Chiến dịch Shingle, cuộc đổ bộ của lực lượng Đồng Minh lên Anzio và Nettuno, Ý.
Vào ngày 9 tháng 3, Đội khu trục 58 được bố trí tuần tra chống tàu ngầm hỗ trợ cho Chiến dịch Shingle, và vào ngày hôm sau, Blencathra đã cùng các tàu chị em Blankney, Brecon và Exmoor, tàu khu trục Urchin (R99) và tàu khu trục Hoa Kỳ USS Madison tấn công bằng mìn sâu trong biển Tyrrhenian về phía Nam Ostia, Ý, buộc tàu ngầm U-boat Đức U-450 phải nổi lên mặt nước. U-450 đã tự đánh đắm ở tọa độ 41°11′0″B 012°27′0″Đ / 41,18333°B 12,45°Đ, và Urchin đã cứu vớt toàn bộ thủy thủ đoàn Đức.
Vào ngày 29 tháng 3, Blencathra, Hambledon và Wilton (L128) khởi hành từ Naples hỗ trợ cho các tàu khu trục Laforey (G99), Tumult (R11) và Ulster (R83) trong việc truy đuổi tàu ngầm U-boat Đức U-223, vốn bị sonar ASDIC phát hiện trong biển Tyrrhenian về phía Đông Bắc Palermo, Sicily, gần Filicudi, 135 hải lý (250 km) về phía Nam Naples. Họ đã tấn công U-223 bằng mìn sâu cho đến khi Laforey yêu cầu dừng lại, và tiếp tục dõi theo U-223 trong nhiều giờ, cho đến khi chiếc tàu ngầm buộc phải nổi lên mặt nước vào rạng sáng ngày 30 tháng 3, sau 27 giờ bị tấn công bằng mìn sâu và súng cối chống tàu ngầm Hedgehog. Blencathra và các tàu khác đã chiếu sáng U-223 bằng đèn pha, và cuối cùng đánh chìm đối thủ bằng hải pháo ở tọa độ 38°48′0″B 014°10′0″Đ / 38,8°B 14,16667°Đ; có 23 thành viên thủy thủ đoàn tử trận cùng chiếc tàu ngầm, và 27 người sống sót. Tuy nhiên, U-223 cũng đã kịp đánh chìm Laforey bằng ngư lôi dò âm, khiến 182 thủy thủ Anh mất cùng con tàu, và 69 người sống sót.
Sang tháng 4, Blencathra, Hambledon và Mendip được chọn để tham gia Chiến dịch Neptune, giai đoạn hoạt động hải quân mở màn cho cuộc Đổ bộ Normandy được lên kế hoạch vào tháng 6. Vì vậy nó rời khu vực Địa Trung Hải trong tháng đó để quay trở về Anh.
Vào tháng 5, Blencathra được điều động sang Chi hạm đội Khu trục 21 đặt căn cứ tại Sheerness, bắt đầu chuẩn bị cho chiến dịch đổ bộ sắp tới. Sang đầu tháng 6, nó gia nhập Đội hộ tống 113, bao gồm các tàu frigate Waldegrave (K579) và Whitaker (K580) cùng các tàu xà lúp Hart (U58) và Whimbrel (U29); rồi di chuyển đến Milford Haven, Wales, nơi họ hộ tống Đoàn tàu EBP 2, bao gồm năm tàu chở quân, một tàu chỉ huy và ba tàu buôn nhỏ, chuyển binh lính Lục quân Hoa Kỳ đi đến bãi Utah. Kế hoạch đổ bộ bị hoãn lại 24 giờ do thời tiết xấu, và vào ngày D 6 tháng 6, đoàn tàu rời eo biển Bristol, được bảo vệ bởi Đội hộ tống 113 cùng các tàu frigate Spragge (K572) và Stockham (K562) thuộc Đội hộ tống 112, vượt qua eo biển Solent vào ngày hôm sau và đi đến bãi Utah vào ngày 8 tháng 6. Blencathra sau đó đi đến Plymouth, nơi nó cùng Hambledon và Mendip bảo vệ các đoàn tàu vận tải tiếp liệu đi đến các bãi đổ bộ Normandy, cho đến ngày 30 tháng 6.
Sau khi tách khỏi Chiến dịch Neptune, Blencathra tiếp tục ở lại khu vực eo biển Manche để tuần tra, bảo vệ các đoàn tàu vận tải, và hỗ trợ các chiến dịch quân sự trên bộ tại Pháp cho đến tháng 8. Vào ngày 3 tháng 8, nó bị hư hại khi tìm cách trục vớt một ngư lôi chở người Đức và liều chất nổ mang theo kích nổ. Sang tháng 9, con tàu được điều động trở lại Chi hạm đội Khu trục 21 tại Sheerness, dưới quyền Bộ chỉ huy Nore, để tuần tra và hộ tống vận tải tại Bắc Hải.

### 1945
Blencathra tiếp tục nhiệm vụ tuần tra và hộ tống vận tải tại khu vực Bắc Hải và eo biển Manche cho đến khi xung đột kết thúc tại Châu Âu vào đầu tháng 5, 1945. Nó tiếp tục hỗ trợ cho lực lượng chiếm đóng, viếng thăm các cảng Châu Âu cho đến ngày 15 tháng 8, khi nó bị hư hại do tai nạn va chạm với chiếc tàu buôn SS Willowdale.

### Sau chiến tranh
Sau khi được sửa chữa và cải biến tại xưởng tàu Rosyth, kể cả việc tháo bỏ vũ khí, Blencathra quay trở lại phục vụ từ tháng 10 như một tàu mục tiêu tại Bắc Hải, phục vụ cho việc huấn luyện các đội bay kỹ thuật xác định và ngắm bắn tàu bè. Nó rút khỏi nhiệm vụ này vào tháng 6, 1948, rồi được cho ngừng hoạt động và đưa về lực lượng dự bị vào tháng 7, 1948, neo đậu tại Harwich.
Vào tháng 4, 1950, Blencathra được đề nghị bán cho Na Uy, nhưng kế hoạch không được thực hiện. Sang năm 1953 nó được chuyển sang Hạm đội Dự bị tại Barrow-in-Furness. Nó nằm trong số mười tàu khu trục hộ tống lớp Hunt được đưa vào Danh sách loại bỏ vào tháng 10, 1956, và nó được bán cho hãng BISCO để tháo dỡ trong năm đó. Con tàu được tháo dỡ bởi hãng Thomas W. Ward and Company từ ngày 2 tháng 1, 1957.